# Амос Артур Геллер
Амос Артур Геллер (англ. Amos Arthur Heller, 1867, США — 1944, США) — американський ботанік, відомий колекціонер ботанічних зразків початку XX століття, збирач колекцій та гербаріїв.

## Життєпис
З 1904 по 1908 роки мешкав у містечку Лос-Гатос, розташованому в Каліфорнії, південніше від Сан-Франциско, збирав рослини по всій центральній Каліфорнії. Крім каліфорнійських рослин, у нього була значна колекція рослин з Пуерто-Рико. У 1913 році Геллер переїхав до Чіко (Каліфорнія), де викладав в місцевій середній школі і продовжував збирати рослини.
Його перший гербарій, що включає більше 10 000 аркушів, зберігається у Бруклінському ботанічному саду. Другий гербарій і бібліотека Геллера знаходяться у Університеті Вашингтона в Сієтлі.
Геллером було описано безліч нових видів рослин.

## Друковані роботи
- «Observations on the ferns and flowering plants of the Hawaiian Islands», Minnesota Botanical Studies. 1897.
- «Catalogue of North American plants North of Mexico, exclusive of the lower Cryptogams» 1898.